# Primo ministro della Papua Nuova Guinea
Il primo ministro di Papua Nuova Guinea è il capo del governo di Papua Nuova Guinea.

## Storia
Dal dicembre 2011, la carica fu contesa tra Peter O'Neill del People's National Congress Party e Michael Somare del National Alliance Party; Michael Somare decise infine di accettare Peter O'Neill come primo ministro il 3 agosto 2012, terminando la crisi costituzionale.

## Elenco dei primi ministri di Papua Nuova Guinea (1975-oggi)
| #   | Nome (Nascita-Morte)        | Ritratto      | Mandato                                     | Mandato                                                        | Partito politico                 |
| #   | Nome (Nascita-Morte)        | Ritratto      | Inizio                                      | Fine                                                           | Partito politico                 |
| --- | --------------------------- | ------------- | ------------------------------------------- | -------------------------------------------------------------- | -------------------------------- |
| 1   | Michael Somare (1936–2021)  |               | 16 settembre 1975                           | 11 marzo 1980                                                  | Partito Pangu                    |
| 2   | Julius Chan (1939–)         |               | 11 marzo 1980                               | 2 agosto 1982                                                  | People's Progress Party          |
| (1) | Michael Somare (1936–2021)  |               | 2 agosto 1982                               | 21 novembre 1985                                               | Partito Pangu                    |
| 3   | Paias Wingti (1951–)        |               | 21 novembre 1985                            | 4 luglio 1988                                                  | People's Democratic Movement     |
| 4   | Rabbie Namaliu (1947–2023)  |               | 4 luglio 1988                               | 17 luglio 1992                                                 | Partito Pangu                    |
| (3) | Paias Wingti (1951–)        |               | 17 luglio 1992                              | 30 agosto 1994                                                 | People's Democratic Movement     |
| (2) | Julius Chan (1939–)         |               | 30 agosto 1994                              | 27 marzo 1997                                                  | People's Progress Party          |
| 5   | Bill Skate (1953–2006)      |               | 27 marzo 1997                               | 14 luglio 1999                                                 | People's National Congress       |
| 6   | Mekere Morauta (1946–2020)  |               | 14 luglio 1999                              | 5 agosto 2002                                                  | People's Democratic Movement     |
| (1) | Michael Somare (1936–2021)  |               | 5 agosto 2002                               | 2 agosto 2011 Contestato dal 14 dicembre 2011 al 3 agosto 2012 | National Alliance Party          |
| —   | Sam Abal (1958–) ad interim |               | 13 dicembre 2010                            | 17 gennaio 2011                                                | National Alliance Party          |
| —   | Sam Abal (1958–) ad interim | 4 aprile 2011 | 2 agosto 2011                               |                                                                | National Alliance Party          |
| 7   | Peter O'Neill (1965–)       |               | 2 agosto 2011 Contestato fino 3 agosto 2012 | 29 maggio 2019                                                 | People's National Congress Party |
| 8   | James Marape (1971-)        |               | 30 maggio 2019                              | in carica                                                      | Partito Pangu                    |